# Yutaka Shiina
Yutaka Shiina (jap. 椎名 豊 Shiina Yutaka; * 23. September 1964 in der Präfektur Tokio) ist ein japanischer Jazzmusiker (Piano, Komposition).

## Leben und Wirken
Shiina erhielt seit seinem dritten Lebensjahr Klavierunterricht. Ab 1982 studierte er Komposition am Kunitachi College of Music; noch während des Studiums arbeitete er als professioneller Jazzpianist.
Shiina schloss sich 1989 den Bands von Lionel Hampton und Vincent Herring für deren Japan-Tourneen an. Im folgenden Jahr wurde er Teil des Quartetts von Roy Hargrove. Shiina war Gründungsmitglied von Jazz Networks und leitete ab 1992 diese Band, mit der vier Alben entstanden. 1994 gründete er sein eigenes Trio, zunächst mit dem Bassisten Reginald Veal und dem Schlagzeuger Masahiko Osaka, mit dem es zu Aufnahmen kam (Movin’ Forces, 1994). Später spielten in seinem Trio Veal und Herlin Riley, dann Christian McBride und Clarence Penn (United, 1998).
1996 tourte Shiina mit dem Trompeter Dusko Goykovich durch Japan und mit der Jazz Machine von Elvin Jones durch Europa. 2007 ging er gemeinsam mit dem Trompeter Damon Brown auf eine Tournee durch Großbritannien, der sich Gastspiele in Japan anschlossen. 2012 spielte er unter der Leitung von Brown und dem Saxophonisten Steve Grossman erneut zusammen in Großbritannien. Er arbeitete auch im Quartett von Joh Yamada, Nao Takeuchi, dem Quintett von Yoshiaki Okayasu, mit Masahiko Osaka und zuletzt im Quintett mit dem Saxophonisten Tim Armacost und Trompeter Mike Rodriguez (Future Swing, 2015).